# Профессор
Профе́ссор (от лат. professor — «наставник») — должность научного сотрудника или преподавателя, или учёное звание.
Официальный статус с XVI века (впервые в Оксфордском университете).
В современной России это самая высокая педагогическая позиция в вузах (не считая заведующего кафедрой, декана и ректора, которые, будучи начальниками подразделений и всего учебного заведения, также относятся к профессорско-преподавательскому составу).
Аналогом российской должности профессора в США является «полный профессор» (англ. full professor).
Стандартный «портрет» профессора — университетский преподаватель высокого уровня компетентности и одновременно учёный, являющийся экспертом в определённой области науки или искусства. Но в некоторых странах слово «профессор» сохранило своё широкое латинское значение и используется по отношению ко всем преподавателям в любом учебном заведении.
Профессу́ра — подразделение (кафедра, например), для руководства которой требуется профессорское звание; также, общность профессоров; также, пребывание в должности профессора.

## Общие сведения
В России и большинстве европейских стран термин «профессор» применяется только в отношении педагогов высшего звена в университетах и научных институтах. В США и Канаде этот термин со словами-приставками к нему («ассистент-профессор» и др.) трактуется шире: он может относиться в том числе к вузовским преподавателям более низких ступеней, сравнимым с российскими доцентами; иногда такой подход перенимают в англоязычной переписке вообще. Есть страны (например, Италия и Испания), где принято называть профессорами школьных учителей. Неоднозначность может приводить к недоразумениям, особенно при международном общении.
Чтобы стать профессором в российском смысле, как правило, требуется иметь высшую учёную степень: в России это доктор наук, в Германии — габилитация, в других странах обычно «пи-эйч-ди» (уровень кандидата наук в РФ). Профессиональные обязанности такого человека включают педагогическую работу (чтение лекций, создание учебных курсов, руководство аспирантами), научную деятельность (проведение исследований, публикация новых результатов) и участие в управлении учебным заведением. Относительный «вес» названных компонент зависит от конкретного учреждения. Педагогическая деятельность профессора из НИИ может заключаться в активном руководстве студентами-практикантами и аспирантами в данном НИИ, либо в преподавании по совместительству в каком-либо вузе.
Формально, «профессор» является наименованием и должности, и учёного звания. Однако в России учёное звание «профессор» можно получить только поработав определённое время на должности профессора и доказав своё ей соответствие, а звание является пожизненным.
Некоторые университеты, научные и псевдонаучные общества могут присваивать звание «почётный профессор» известным художникам, спортсменам, иностранным чиновникам, у которых нет научной или педагогической подготовки, необходимой для получения титула (звания) «профессор». При этом университеты и не предполагают, что такие «профессора» будут выполнять какую-либо научную работу.
Штатное расписание кафедры, лаборатории, отдела и т. п. может предусматривать одну или несколько ставок профессоров. Если ставка одна, её занимает заведующий кафедрой, тогда получается, что «профессор» — это синоним учёного, занимающего руководящую должность. Такое положение типично для ряда европейских стран, особенно Великобритании, Нидерландов. В России на крупных кафедрах вузов бывает несколько профессорских ставок — и, соответственно, несколько профессоров. Тем не менее, при отсутствии вакантной ставки, человеку, достойному профессорской должности, в любой стране приходится некоторое время оставаться на более низкой позиции (пример — приват-доцент в Германии).
Ниже рассмотрены особенности статуса профессора в России и наиболее влиятельных странах мира.

## Российская Федерация
Термином «профессор» в Российской Федерации (РФ) обозначаются:
а) учёное звание научно-педагогического работника вуза или НИИ;
б) преподавательская должность в вузе.
Аналогичная двойная трактовка имеет место в отношении понятия «доцент». Существуют определённый порядок присвоения звания и определённые традиции приёма специалистов на должность профессора. Кроме того, в некоторых из действующих в стране академий наук введены почётные учёные звания «академического профессора».

### Учёное звание профессора в РФ
Учёное звание профессора присваивается научно-педагогическим работникам, которые обладают высоким педагогическим мастерством, имеют научные достижения и ведут педагогическую работу в высших учебных заведениях с государственной аккредитацией или в научных институтах, реализующих образовательные программы высшего образования, по аттестационным документам, представленным учёными советами этих учреждений.
Конкретные требования к соискателям звания включают стаж, количество публикаций, количество изданных учебников и учебных пособий, число подготовленных аспирантов. Чаще всего на звание профессора претендует вузовский сотрудник, уже состоящий на должности профессора (см. следующий подраздел) или на какой-то административной позиции высокого уровня. Однако соискатель звания может и не иметь постоянной преподавательской работы в вузе — в этом случае он должен занимать одну из ведущих должностей в НИИ, таких как директор, заведующий лабораторией, главный научный сотрудник. Непрерывный стаж в данных должностях должен составлять 2 года. Для деятелей искусств, специалистов физической культуры и спорта действуют особые правила.
В настоящее время звания профессора присваиваются по определённым специальностям. Слово «профессор» при этом является общепринятым укорочением полного наименования титула «профессор по такой-то специальности», содержащего указание на сферу деятельности обладателя. До 2014 года работникам вузов присуждались звания «профессор по такой-то кафедре», затем понятие «профессор по специальности» стало общим независимо от функционального профиля учреждения соискателя, а звания «по кафедре» были приравнены к званиям «по специальности». Практика присуждения звания профессора, в виде исключения, кандидатам наук, с 2014 г. прекращена.
С 2014 года и до середины мая 2018 года инстанцией, ответственной за присвоение звания профессора, являлось Министерство образования и науки России (Минобрнауки, МОН), кроме случая академических профессоров. Ранее, роль такой инстанции выполняли Высшая аттестационная комиссия (ВАК) и — применительно к «профессорам по кафедре» до 2011 года — Рособрнадзор, подчинённые Минобрнауки. Но 15 мая 2018 года указанное министерство было реорганизовано, и органом, контролирующим присвоение званий, стало созданное Министерство науки и высшего образования Российской Федерации (сокращения «Минобрнауки», «МОН» отныне также относятся к этому министерству). Приказы о выдаче аттестатов профессора публикуются на сайте ВАК.
Учёное звание «профессор» присваивается пожизненно и сохраняется за его обладателем при смене работы, увольнении, выходе на пенсию. Лишение звания происходит только в случае установления факта ошибочного присуждения.
По состоянию на начало 2016/2017 учебного года в вузах и научно-образовательных организациях России работало 28.5 тыс. специалистов с учёным званием профессора.

### Должность профессора в вузах РФ
Существует должность научно-педагогического работника — «профессор кафедры» высшего учебного заведения. Обычно для её занятия не требуется иметь профессорское звание. Звание зачастую не требуется и для приёма на административные позиции, которые по должностному штату ранжированы выше «профессора кафедры» — например, заведующий кафедрой, декан, проректор.
Как вариант, на перечисленные должности принимается доцент по званию, имеющий степень доктора наук. Решение о приёме (переводе) человека на такую должность принимается руководством соответствующего вуза. Спустя некоторое время — как минимум, через два года, но в любом случае после того, как формальные требования ВАК выполнены — сотрудника выдвигают на присуждение учёного звания. Звание профессора, присвоенное ВАК (МОН), автоматически даёт обладателю право на повышение оклада при той же должности в вузе и принимается во внимание при назначении тарифно-квалификационной категории в профильных НИИ.
Наличие подобного разграничения профессорской должности и звания профессора является особенностью российской (и было особенностью советской) высшей школы. В большинстве других стран, за исключением особых титулов типа «заслуженный профессор», «почётный профессор», «профессор в отставке» — это и должность, и звание, одновременно присваиваемые сотруднику учебным заведением. Как следствие, звание «профессор» за границей может иметь относительно молодой сотрудник, в то время как российский преподаватель или работник НИИ редко получает звание до 40 лет, хотя к этому возрасту многие уже работают на профессорских должностях.
Специалист без профессорского звания, состоящий на должности «профессор кафедры», во внутренних документах своего института в РФ часто позиционируется как «профессор», что может создавать ложное впечатление наличия у данного специалиста учёного звания «профессор», которого он не имеет. В официальных исходящих документах (например, при оформлении справок о защитах диссертаций) «профессор кафедры» указывает, кроме должности, учёную степень, а также учёное звание (доцент или профессор).

### Профессора академий наук
В 2015 году учреждено почётное учёное звание «Профессор Российской академии наук (РАН)», присваиваемое — с ограничением по возрасту — за заслуги в научной деятельности; носителями звания на июнь 2025 г. являются 713 учёных (из них членами РАН избраны 219).
На год позже аналогичное звание («Профессор РАО») введено в Российской академии образования (75 носителей). Эти звания присуждаются, соответственно, Президиумом РАН или Президиумом РАО. Профессора РАН/РАО рассматриваются как кадровый резерв и усиление государственных академий наук, а наличие такого титула РАН/РАО может учитываться как весомый фактор в послужном списке специалиста при фиксации условий его контракта.
В 2010-е годы свои «профессорские звания» появились также в ряде общественных академий, например в РАЕН, — отношение к подобным званиям определяется отношением к соответствующим академиям.

## Российская империя
В университетах Российской империи существовали должности «экстраординарный профессор» (сопоставима с должностью профессора в РФ) и «ординарный профессор» (соответствует заведующему кафедрой), для занятия которых была необходима докторская степень. При этом роль «званий» преподавателей, работавших на таких должностях, играло не слово «профессор», а определённые чины по Табели о рангах. Экстраординарному профессору с 1804 года полагался чин 8-го класса коллежский асессор, а с 1884 года — 6-го класса коллежский советник. Ординарный профессор с 1803 года получал чин 7-го класса надворный советник, а с 1884 года — 5-го класса статский советник.
Существовали также понятия «Заслуженный профессор» (почётное учёное звание, обычно присваивавшееся перед выходом на пенсию) и «Профессор Петербургской академии наук» (в то время, в отличие от нынешнего профессора РАН, это был фактически синоним действительного члена Академии в XVIII в. — такой статус получил, например, М. В. Ломоносов).

## Великобритания
В Великобритании и странах Содружества наций использование титула «профессор» (англ. professor) предназначено, как правило, для заведующего кафедрой.
В Великобритании существуют и другие должности или почётные звания, называемые термином «профессор». Например, королевский профессор (англ. Regius Professor) греческого языка и классической филологии, профессор (англ. Grote Professor) философии сознания и логики (англ. Philosophy of Mind and Logic) в Университетском колледже Лондона, профессор (англ. Wykeham Professor) логики в Оксфордском университете, профессор в Лондонской школе экономики, приглашённый профессор (англ. Centennial Visiting Professor) факультета социологии Лондонской школы экономики и политических наук, заслуженный профессор (англ. Emeritus Professor), заслуженный профессор в отставке. Для научных сотрудников существует должность (звание) «профессор или член профессорского сообщества».
Преподаватели вузов, являющиеся, в российском понимании, «просто» профессорами, не заведующими, называются в странах Содружества словом англ. reader. Более низкие по рангу позиции тем более не именуются «профессорскими», как это делается, например, в США. Но в некоторых университетах в Индии, Австралии, ЮАР, Малайзии и Великобритании — в значении «reader» используется англ. associate professor; это создаёт путаницу, поскольку такой «associate professor» выше одноимённого американского (см. следующий раздел) по формальной квалификации.

## США
В США «профессором» называют любого преподающего в университете или колледже, кроме аспирантов, привлекаемых к учебному процессу. (По уровню американский колледж близок к университету, но обучение длится всего два или четыре года и заканчивается получением степени кандидата в бакалавры или бакалавра.) Различные звания, они же должности, с титулом «профессор» присваивают учебные заведения. Должности есть постоянные (англ. tenure track и англ. tenured) и временные. Постоянные должности, в дополнение к преподаванию, включают обязанности заниматься исследованиями, а также принимать участие в управлении университетом или колледжем.
Источники для этой статьи на русском языке.

### Постоянные профессорские должности
Существуют три основные постоянные должности (звания) с титулом «профессор» в США:
1. «Ассистент-профессор[англ.]» (англ. assistant professor) — младший профессор; обычно первая должность, которую получает успешный выпускник аспирантуры. Это обычно tenure-track должность — должность, которая со временем может перерасти в пожизненный контракт (англ. tenure) и звание партнёра учебного заведения. Во время работы младший профессор должен показать себя успешным исследователем и талантливым преподавателем (чем выше ранг университета, тем больше вес первого критерия над вторым). По окончании заранее обговорённого срока специальная комиссия либо повышает претендента в должности и переводит в партнёры, либо увольняет, и он должен покинуть университет. Оставаться младшим профессором при одном и том же университете навсегда невозможно;
2. «Ассоциированный профессор»/«доцент» (англ. associate professor) — должность, которая даётся после примерно 5—6 лет успешной работы младшим профессором. Должность «ассоциированного профессора»/«доцента» обычно даётся с пожизненным контрактом без права на увольнение (англ. tenure). На этом этапе к преподавательским (англ. teaching) и исследовательским (англ. research) обязанностям профессора прибавляется обязанность управлять университетом (англ. service);
3. «Полный профессор» (англ. full professor или просто англ. professor) — следующий, третий шаг. Эта должность также даётся после 5—6 лет успешной работы на предыдущей должности. Чтобы претендовать на должность полного профессора, партнёр-профессор (кроме выслуги лет) должен показать высокую производительность по всем трём вышеперечисленным критериям.

Должность именно полного профессора (англ. full professor) американского университета является аналогом российской должности профессора. Отдельной процедуры получения «звания», как в РФ, в США нет. По некоторым данным конца 1990-х годов, «полными профессорами» в США становятся в основном после 40 лет и в 65 лет заканчивают карьеру.
В дополнение к трём основным должностям, есть несколько экзотических, которые можно рассматривать как ступени, следующие после полного профессора. Например, в университете для профессора может быть создана почётная должность «выдающийся профессор» (англ. distinguished professor), зарплата которого выше, чем у «полного профессора» (англ. full professor) за счёт средств университета, частных лиц, фирм и учредителей. В ряде университетов преподавателям, имевшим звания «полный профессор» или «выдающийся профессор» и внёсшим существенный вклад в науку, при выходе на пенсию присваивается звание «заслуженный профессор» (профессор-эмерит, англ. professor emeritus).

### Временные профессорские должности
Кроме постоянных должностей, присутствующих в каждом университете, существуют разнообразные временные должности, которые не накладывают таких жёстких требований к продуктивности профессоров, как постоянные должности, и часто ограниченны либо только преподавательскими обязанностями, либо только исследовательскими. Как следствие, это более низко-оплачиваемые должности. В принципе, и на временных должностях можно работать всю жизнь. Их отличие от постоянных должностей состоит в том, что контракт на работу перезаключается каждые 1—3 года, то есть временного профессора потенциально могут уволить.
Пример временной позиции — должность адъюнкт-профессора (англ. adjunct professor), которая предполагает только базовые преподавательские функции и не требует занятия исследованиями. Обычно это самая низкооплачиваемая должность при университете. Часто она не требует докторской (Ph.D.) степени и иногда даётся аспирантам на последних годах работы над диссертацией (англ. ABD stage; all but dissertation). Более высокооплачиваемая временная должность это «приглашённый профессор» (англ. visiting professor) — профессор, посещающий другой коллеж или университет, то есть преподающий там в течение ограниченного (лимитированного) времени. Это звание может быть у ассистент-профессора и профессоров более высоких рангов (например, англ. visiting associate professor). Другая часто встречающаяся временная должность это профессор-исследователь (профессор-научный сотрудник) (англ. research professor) — должность, которая обычно предполагает только проведение научных исследований без обучения студентов. Профессор-исследователь обычно не получает зарплату от учебного заведения, её обеспечивают внешние источники финансирования (гранты, контракты). По рангу профессор-исследователь может соответствовать оплачиваемым в университете должностям «исследователь ассистент-профессор» (англ. research assistant professor) и «исследователь партнёр-профессор» (англ. research associate professor).

### Особые должности с титулом «профессор»
Существование трёх основных профессорских должностей (званий) не исключает возможности использования многочисленными университетами США других, более экзотических званий (с добавлением к званию «профессор» определённых слов — «заслуженный», «почётный», «в отставке» и пр.). Так, звание профессор университета или института, регент-профессор (англ. University Professor, англ. Institute Professor или англ. Regents Professor) является специальным титулом, который используется не всеми университетами. Это относится и к званию «выдающийся профессор» (англ. Distinguished Professor), а также к титулу «Профессор» (англ. Professor), перед которым ставится имя человека, занимающего эту должность. Титул заканчивается наименованием дисциплины, которую профессор преподаёт, например, «англ. Sterling Professor of Playwriting». В целом, званий с титулом «профессор» в американской системе образования насчитывается более десятка:
англ. assistant professor, англ. associate professor, англ. full professor, англ. professor emeritus, англ. distinguished (teaching, research) professor, англ. visiting professor, англ. visiting assistant professor, англ. distinguished visiting professor, англ. adjunct professor, англ. professor by courtesy (англ. affiliated professor), англ. research professor (англ. assistant or associate research professor), англ. assistant or associate teaching professor (англ. clinical professor), англ. honorary professor, «профессор практики» (англ. professor of practice), «помощник-профессора практики» (англ. associate professor of practice), «ассистент-профессор практики» (англ. assistant professor of practice).
Например, ассистент-профессор (англ. Assistant Professor) факультета экономики Принстона), приглашённый профессор (англ. Visiting Associate Professor) факультета экономики Массачусетского технологического института, профессор социологии (англ. Lillian Chavenson Saden Professor of Sociology) Йельского университета, заслуженный профессор в отставке (англ. Professor Emeritus) Калифорнийского университета в Лос-Анджелесе, профессор социологии кафедры имени Ральфа Льюиса Чикагского университета (англ. Ralph Lewis Professor of Sociology), «выдающийся» университетский профессор отделения лингвистики Мэрилендского университета в Колледж-Парке, профессор бизнес-администрирования (англ. Everett E. Berg Professor of Business Administration) имени Эверетта Берга, профессор экономики и государственной политики в Бизнес-школе имени С. Росса Мичиганского университета, профессор психологии (англ. Gil and Frank Mustin Professor of Psychology) Свартморского колледжа, приглашённый исследователь и профессор экономики (англ. Visiting Research Professor and Professor of Economics) Гарвардского университета.

## Германия
В университетах Германии имеется несколько профессорских должностей, отличающихся по рангу и заработной плате. Основные из них две — они постоянные, но при назначении иногда устанавливается подстраховочный испытательный срок:
- «Ординарный профессор»[29] (нем. Professor ordinarius, ordentlicher Professor, o. Prof., Univ. Prof.) — самый высокий профессорский ранг, профессор с должностью заведующего кафедрой (лабораторией, отделом), представляющей определённую область знаний. Этой должности соответствует немецкая тарифная категория[нем.] С4 (или, по новой тарификации[нем.], W3), поэтому таких профессоров называют «C4-профессорами»;
- «Экстраординарный профессор»[29] (нем. Аußerordentlicher Professor, ao. Prof.) — профессор, ставка которого предусмотрена штатным расписанием, но который является подчинённым ординарного профессора. Оплата соответствует категории С3 (W2). Часто исследователи сначала получают положение экстраординарного профессора, чтобы впоследствии стать ординарным профессором в другом университете.

Существует также ряд временных должностей. Это «внеплановый профессор» (нем. Аußerplanmäßiger Professor, apl. Prof.) — ставка временно создаётся по решению университета; «учреждённый профессор» (нем. Stiftungsprofessor) — ставка учреждается и финансируется сторонней инстанцией, например фондом типа DFG; «приглашённый профессор» (нем. Gastprofessor) — ставка существует короткое время, имея отдельный источник финансирования; и ряд других вариантов.
Правовое положение университетских профессоров в Германии регулируется разделом 2 главы 3 закона об общих принципах организации высшей школы.
Традиционно, немецкие учёные, нацеленные на профессорство, после «докторантуры» (в российской интерпретации, аспирантуры) приступают к габилитации — подготовке второй квалификационной работы (аналога докторской диссертации в РФ). Это делается в период функционирования в качестве научного сотрудника (нем. Wissenschaftlicher Mitarbeiter) или научного ассистента. Сразу после габилитации можно претендовать на должность профессора, однако поиск подходящей вакансии крайне сложен и часто растягивается на годы; на это время учёный становится приват-доцентом (нем. Privatdozent).
С 2002 года немецкие учёные до 35 лет получили право на профессорскую должность и без хабилитации: была введена особая должность «младшего профессора» (нем. Juniorprofessor, Jun.-Prof.), оплачиваемая по тарифу W1. Аналогом в США является ассистент-профессор. Изначально это считалось лучшим способом «омоложения» профессорского состава: после шести лет успешной работы младшим профессором специалист переводится в экстраординарные профессора. Но впоследствии и интерес к институту младшей профессуры, и готовность вузов создавать данные должности (звания) значительно уменьшились.
Помимо традиционных университетов в Германии существуют учреждения высшего образования, называемые университетами прикладной науки (нем. Fachhochschulen, FH). Работающие там преподаватели обычно не проходят ни габилитацию, ни подготовку в системе младшей профессуры; претендовать на должность FH-профессора можно после докторантуры и минимум трёх лет стажа в промышленности. Такие профессора не вправе участвовать в присуждении степени доктора наук.

## Япония
В Японии аналогом российской должности профессора является должность 教授 [кё: дзю] (двоеточие обозначает долготу предшествующего гласного при прочтении). Это высшая научно-педагогическая позиция в университетах, занимаемая по конкурсу при наличии вакансии. Отдельного понятия «звание профессора» не существует.
Как и в России, соответствующий сотрудник на высоком уровне вовлечён в учебный процесс и научно-исследовательскую работу, руководит аспирантами. Решение о назначении специалиста на должность 教授 [кё: дзю] принимает конкретный университет; он же формулирует точные требования. Но при этом, согласно закону об устройстве университетов, претендент обязан иметь учёную степень 博士 [хакуси] — эквивалент российского кандидата наук (степени «доктор наук» в Японии нет).
На карьерном пути к 教授 [кё: дзю] специалист, как правило, занимает более низкие должности. Таковыми являются, в порядке нарастания уровня: 助手 [дзёсю] (аналог российского лаборанта с высшим образованием или ассистента), 助教 [дзёкё:] (уровень на подходе к защите диссертации или сразу после), 講師 (ко: си) (лектор, сотрудник типа российского старшего преподавателя или доцента-педагога) и 准教授 [дзюн-кё: дзю] (японский аналог доцента, ведущего также активную научную работу).
При обращении к профессору, а также к сотруднику, занимающему должность 准教授 [дзюн-кё: дзю], к его фамилии добавляется суффикс 先生 [сэнсэй] — например, こんにちは、山口先生 [коннити-ва, ямагути-сэнсэй] (здравствуйте, профессор/доцент Ямагути). Более распространённый суффикс さん [сан] считается недостаточно вежливым в таком случае. В официальной письменной речи добавляется не 先生 [сэнсэй], а точное название должности 教授 [кё: дзю]: 山口教授 (профессор Ямагути). Слово «профессор» — ни на латинице, ни в виде транслитерации — в Японии не используется, кроме ситуаций международного общения; в таком случае оно пишется с заглавной буквы: «Professor».
С 教授 [кё: дзю], как и с другими университетскими сотрудниками, обычно заключается срочный контракт, хотя возможно его многократное продление. Непостоянность статуса при необходимости отмечается вставкой слова 特任 [токунин] (формально: «специально назначенный») перед названием должности: 特任教授 [токунин кё: дзю]. Ограниченно создаются и постоянные позиции テニュア [тэнюа] (транслитерировано английское слово tenure) по американскому образцу; на них можно претендовать, начиная с должности 助教 [дзёкё:], после защиты диссертации.
Япония стремится увеличить число иностранных специалистов в своих университетах. При назначении на должность профессора признаются учёные степени, полученные за рубежом. Однако вопрос об условиях трудоустройства не-японца, тем более на такую должность, как 教授 [кё: дзю], решается индивидуально. Препятствием для претендента-иностранца часто становится японский язык. Возможны также краткосрочные приглашения; приглашённый профессор именуется в Японии 招へい教授 [сё: хэй кё: дзю]. В ряде университетов в целях интернационализации действуют учебные программы на английском языке, например, в Университете Цукубы; в этих программах доля профессоров из-за границы заметно выше.

## Другие страны
Испания, Португалия, Франция и Латинская Америка
В Испании (исп. Profesor), Португалии, Франции (фр. Professeur) и Латинской Америке (испано- и португалоговорящей) термин «профессор» используют для названия любого преподавателя в школе, институте, технической школе, профессионально-технической школе, колледже, университете, независимо от преподаваемого предмета и возраста обучаемых. Пример — исп. profesor de autoescuela, буквально «профессор автошколы», по-русски автоинструктор. «Профессорами» называют также преподавателей начальной и средней школы; отчасти это же практикуется в Австрии, Бельгии, на юге Германии. Однако, когда преподаватель преподаёт в университете, иногда подчёркивают: «профессор университета» (нем. Univ. Prof., исп. profesor de la universidad и т. п.) или, в отношении заведующего кафедрой, «профессор кафедры».
Латвия
В Латвии профессор (латыш. Profesors) это высшая преподавательская должность в определённом высшем учебном заведении. Присваивается доктору наук, получившему учёную степень в СССР, или «хабилитированному доктору», как в Германии. Профессор избирается на 10 лет специальной коллегией вуза.